# José María Aznar López
José María Alfredo Aznar López (Madrid, 25 de febrer de 1953) és un polític espanyol que va ser president del govern d'Espanya entre 1996 i 2004.

## Biografia
Va néixer el 25 de febrer de 1953 a la ciutat de Madrid, net de Manuel Aznar Zubigaray, antic nacionalista basc que va passar a donar suport al dictador Francisco Franco, i fill del periodista Manuel Aznar Acedo.
Va estudiar dret a la Universitat Complutense de Madrid, en la qual es llicencià l'any 1975. Va aconseguir l'any següent mitjançant oposicions la plaça de funcionari com a inspector d'hisenda, i va esdevenir cap del Servei de Coordinació del Ministeri d'Economia.

## Relacions familiars
Està casat amb Ana Botella Serrano, exalcaldessa de la ciutat de Madrid pel PP, i té dos fills i una filla, Ana Aznar Botella, que va casar-se amb Alejandro Agag el 2002 al Monestir d'El Escorial.

## Activitat política
Milità inicialment en les files d'Alianza Popular (AP), partit en el qual ingressà el 1979. Entre 1982 i 1987 fou Secretari General d'aquest partit. A les eleccions generals de 1982 i en les de 1986 fou escollit diputat al Congrés dels Diputats per la circumscripció d'Àvila, esdevenint l'any següent President de Castella i Lleó (1987-1989). Vicepresident del seu partit des del gener de 1989, al setembre dimití del seu càrrec autonòmic per esdevenir candidat, amb el suport de Manuel Fraga president nacional del Partit Popular, a la presidència del Govern d'Espanya en les eleccions generals d'aquell any, en les quals el PP es va convertir en la principal força de l'oposició parlamentària, i novament Aznar fou elegit diputat, en aquest cas per la circumscripció de Madrid.
A les eleccions generals de 1993 va ser derrotat novament pel Partit Socialista Obrer Espanyol (PSOE) de Felipe González, en aquesta ocasió, però, per un petit marge de vots. El 19 d'abril de 1995, sent cap de l'oposició, fou objecte d'un atemptat del grup terrorista Euskadi Ta Askatasuna (ETA) del qual va sortir il·lès gràcies al blindatge del seu vehicle, ampliat després de l'assassinat de Gregorio Ordóñez Fenollar.
En les eleccions generals del 3 de març de 1996 el Partit Popular va ser el partit més votat, encara que no va tenir la majoria absoluta, per la qual cosa es va veure obligat a pactar amb diferents partits nacionalistes (Convergència i Unió, Partit Nacionalista Basc i Coalició Canària), i Aznar va poder accedir a la presidència del govern espanyol, sent investit el 4 de maig d'eixe any.

## Presidència del Govern

### Primera legislatura (1996-2000)
En la primera legislatura d'Aznar el seu govern va obtenir la majoria simple per la qual cosa hagué de comptar amb el suport per a la seva investidura dels partits CiU, PNB i Coalició Canària, el que va matisar la seva política.
La seva política va estar dominada per una reeixida agenda econòmica, afavorida per la bonança internacional, amb ajustaments pressupostaris per tal d'assolir el dèficit zero, i amb l'objectiu de complir els criteris de convergència amb l'euro. Sota el seu govern l'economia espanyola va mostrar una força considerable al créixer més ràpid que la de molts altres països europeus, donat el baix nivell del que partia. Es va reduir l'atur (de més del 20% l'any 1996 a prop de l'11% el 2003), es va mantenir la inflació dintre dels marges marcats per la Unió Europea i es van sanejar els comptes públics per primera vegada des del retorn de la democràcia a Espanya. Seguint les idees liberals econòmiques amb les quals havia arribat al poder, part d'aquest creixement econòmic es va fer mitjançant una política de privatitzacions de serveis públics.
Entre 1996 i 1999 es va procedir a la plena integració d'Espanya en l'estructura militar de l'OTAN i en la Unió Europea, tenint el país una major projecció internacional.
Respecte a la política antiterrorista, el seu govern s'hagué d'enfrontar a les majors massacres comeses per ETA i als assassinats, d'entre molts altres, del regidor del PP Gregorio Ordóñez, el segrest i posterior assassinat del també regidor popular Miguel Ángel Blanco i de polítics del PSOE. El 1998 ETA va declarar una treva, que va ser aprofitada pel President per ordenar contactes amb l'organització tenint una primera reunió a la ciutat de Zúric (Suïssa) i modificant la seva política de dispersió dels terroristes, acostant al País Basc a uns 135 presos. No obstant això, les converses fracassaren i ETA trencà la treva, denominada pel ministre de l'Interior Jaime Mayor Oreja com la "treva-parany", el qual sempre havia desconfiat de la treva sostenint que era només l'adquisició d'un temps per a poder recuperar la infraestructura que venia perdent a causa de la forta persecució policial.
El 1999 l'euro va ser introduït a Espanya, malgrat el temor anys enrere que Espanya no assoliria complir les polítiques de convergència introduïdes per la Unió Europea. Això va ser considerat un important èxit per Aznar i el seu govern. El PP també va considerar com èxit la contínua baixada de l'atur (encara que seguia sent el més alt de la UE. A la fi de 1999 el PSOE va danyar la reputació d'eficàcia del govern quan va revelar que el nombre d'alts funcionaris s'havia incrementat en un 15% des del passat any, malgrat les promeses del PP d'eliminar part de la burocràcia.

### Segona legislatura (2000-2004)

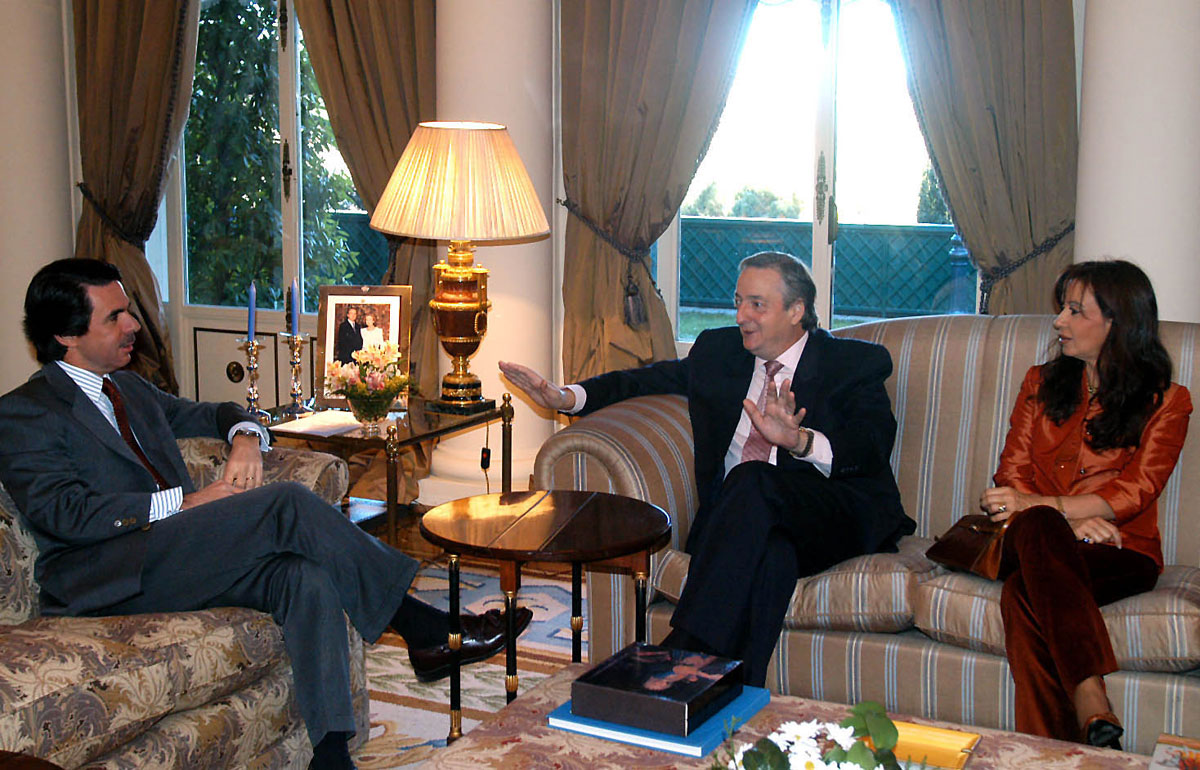
José María Aznar i el president argentí Néstor Kirchner

En les eleccions generals de 2000 el PP tornà a ser la força més votada. Va aconseguir la majoria absoluta en ambdues cambres, i per això no va haver de pactar amb els partits nacionalistes, com havia fet el 1996 i va poder desenvolupar la seva política sense interferències externes.
Els majors assoliments del PP al llarg d'aquesta segona legislatura foren l'estabilitat institucional, atès que no havia oposició real d'altres partits, la inserció d'Espanya a l'euro i una bonança econòmica que contrastava amb les crisis que es van veure sumits altres països europeus. El mateix Aznar va fer famosa la seva expressió, moltes vegades repetida, España va bien ("Espanya va bé") enorgullint-se així de l'èxit econòmic aconseguit pel seu govern. No obstant això, alguns sectors de l'oposició van defensar que les bases econòmiques ja havien estat anteriorment assentades per la gestió del ministre Pedro Solbes en l'últim govern de Felipe González i que la bonança no afectava a la butxaca dels ciutadans si no tot el contrari.
A la segona legislatura va assolir pactes amb el PSOE en matèria antiterrorista com el pacte antiterrorista que va permetre, entre d'altres, la promulgació de la Llei de Partits i la consegüent il·legalització de Batasuna.
La legislatura es va caracteritzar per les reformes econòmiques, una baixada en els impostos directes i una important creació d'ocupació, que va ascendir als cinc milions de llocs de treball entre 1996 i 2004. No obstant això aquesta situació d'èxit econòmic no quedà exempta de crítiques. Els sindicats es queixaren que l'ocupació s'estava convertint en precària a causa de la "flexibilitat laboral" dels anomenats «contractes precaris», i de la "moderació salarial". Era una política basada per tant en la teoria que amb menys costos per als empresaris a l'hora d'efectuar contractes i acomiadaments s'agilitaria la creació d'ocupació. El resultat negatiu va ser una major eventualitat en el treball, mentre que el positiu fou efectivament una disminució de l'índex d'atur. Per a un ciutadà de classe mitjana una gran quantitat de béns de consum habitual pujaven de preu, cosa que fou interpretada pels sindicats com un augment de la diferència entre classes i de la pèrdua de poder adquisitiu generalitzada. La situació es va aguditzar amb l'arribada de la nova moneda, amb la qual les pujades de preus es van fer paleses (igual que en la resta de països europeus). Aquest mateix any el govern va decidir canviar la manera de comptabilitzar l'índex d'inflació, adequant-se a les normes europees, amb el que les dades reflectides van desembocar en una pèrdua de poder adquisitiu de la majoria de pensions fixes així com del salari mínim interprofessional i molts altres percepcions subjectes a barem estatal.

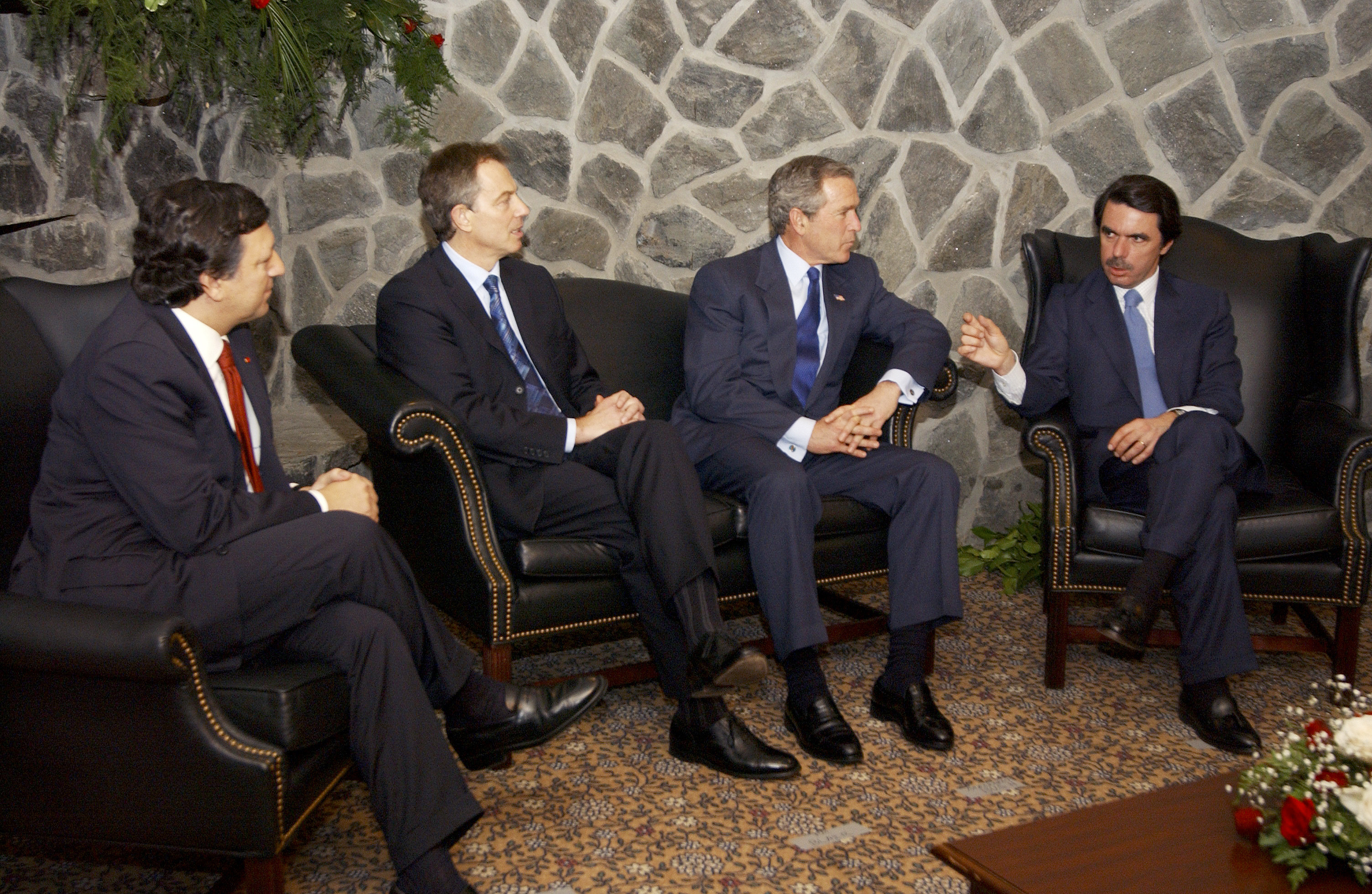
José Manuel Durão Barroso, Tony Blair, George W. Bush i José María Aznar a la Cimera de les Açores

A partir de 2002 es va produir un gran desgast del Govern a causa d'una gran agitació política i social entorn de certes qüestions: la conflictivitat laboral, incloent una vaga general el 2002, el decret de reforma universitària (LOU), l'aplicació del Pla Hidrològic Nacional (PHN), la gestió de l'accident del petrolier "Prestige" (que va provocar una marea negra a les costes gallegues i cantàbriques). També rebé crítiques ciutadanes pel seu suport a George Bush i Tony Blair, a pesar de la important mobilització en contra de la intervenció armada, en l'ocupació de l'Iraq amb el pretext de la possessió, per part del règim de Saddam Hussein, d'armes de destrucció massiva, de tenir vincles amb Al Qaeda i de ser un perill imminent per a la humanitat; acusacions que van ser fortament contestades per alguns polítics com el president francès Jacques Chirac, el Canceller alemany Gerhard Schröder i el President rus Vladímir Putin.
La majoria d'aquests problemes eren sistemàticament atribuïts per l'oposició a una falta de diàleg amb la resta de les forces polítiques, fet rebutjat diverses vegades per membres del govern que van assenyalar que Aznar va intervenir un total de 395 vegades al Parlament en els seus vuit anys de president, moltes més que les 91 vegades en els 13 anys de Felipe González i el govern d'Aznar va contestar a 157 preguntes en Ple, moltes més que altres presidents en altres legislatures. També fou criticada la política sud-americana del govern Aznar, amb clares mostres d'oposició al president de Cuba Fidel Castro i el president de Veneçuela Hugo Chávez. Aquest últim arribà a acusar Aznar d'estar entre els dirigents internacionals que van voler donar un cop d'estat contra ell.
Fallades en la planificació en les infraestructures, com és el cas de l'AVE entre Madrid i Lleida, i en la gestió de l'accident del Iak-42 a Turquia el 2003 li van reportar abundants crítiques des de l'oposició.
Al febrer de 2004 José María Aznar va pronunciar un discurs al Capitoli dels Estats Units d'Amèrica durant el seu quinzè viatge oficial a aquest país. Durant el discurs va posar èmfasi en l'aliança amb aquest país en la lluita contra el terrorisme. Després del canvi de govern es va fer públic que s'havia contractat, a través del Ministeri d'Afers Exteriors, l'agència d'advocats Piper Rudnick per a desenvolupar tasques de pressió en favor de la concessió de la medalla del Congrés dels EUA a Aznar per una suma de 2 milions de dòlars. El PP va argumentar que havia estat contractada per a defensar els interessos econòmics i diplomàtics d'Espanya, seguint una pràctica habitual a Washington DC i iniciada pels governs socialistes.

### Atemptats de Madrid (11 de març de 2004)
A tres dies de les eleccions generals de 2004 van tenir lloc els Atemptats de l'11-M a Madrid, en els quals van morir 191 persones, i que es van atribuir inicialment a ETA. En la seva declaració pública de la tarda de l'11 de març, Aznar no va esmentar a la banda pel seu nom, encara que es va referir inequívocament a ella. Tots els representants polítics com José Luis Rodríguez Zapatero o el lehendakari Juan José Ibarretxe, que van realitzar declaracions minuts després de l'atemptat, van coincidir plenament amb aquesta valoració inicial. Seguidament fonts pròximes a ETA i portaveus habituals de la banda van negar que fos ETA l'autora de l'atemptat. El mateix Aznar cridà als directors dels principals periòdics nacionals a la una de la tarda del mateix dia 11 per a transmetre'ls el seu absolut convenciment que ETA era l'autora de la massacre.
Després de les primeres investigacions policials i dels serveis secrets alguns mitjans de comunicació internacionals, així com alguns serveis secrets estrangers, van començar a donar per més probable l'autoria d'algun grup terrorista islamista. El govern va anunciar en la tarda del dia 11 l'obertura d'una segona línia d'investigació encara que va insistir que la principal hipòtesi és que havia estat ETA. Els representants polítics de l'oposició van anar desmarcant-se d'aquestes posicions, decantant-se per l'autoria d'Al-Qaida deixant al govern sol en la seva tesi. Al principi membres del govern van desqualificar les versions que atribuïen la matança al grup islamista, però el mateix dia 11 les van admetre com a possibles àdhuc insistint en la hipòtesi d'ETA com primera i fonamental teoria. La Ministra d'Exteriors, va comunicar als cònsols i diplomàtics espanyols que difonguessin la tesi d'ETA a l'exterior i fins i tot es va assolir una condemna explícita a ETA per part del Consell de Seguretat de les Nacions Unides.
Malgrat tot, la manifestació celebrada per a condemnar els atemptats feia solament al·lusió a ETA, i el govern va mantenir com a prioritària aquesta tesi fins al dia abans de les eleccions.
La gestió de la brutal massacre terrorista va ser criticada per l'oposició i per diversos mitjans de comunicació. La ira per la massacre terrorista va dur a milers de persones a sortir al carrer i, en plena jornada de reflexió, el 13 de març es van produir mobilitzacions contra el PP davant de les seves seus que van ser convocades a través de missatges SMS. La violació de la jornada de reflexió per part del candidat del PP Mariano Rajoy Brey, que acusà el PSOE de fomentar aquestes mobilitzacions, i del responsable d'Estratègia Electoral del PSOE Alfredo Pérez Rubalcaba van fer augmentar la tensió del moment i el Partit Popular va denunciar un assetjament mediàtic.
Finalment el seu partit va perdre les eleccions del 14 de març en veure's superat en vots pel PSOE.

## Abandonament de la política
El 2004, després de la presa de possessió del secretari general del PSOE, José Luis Rodríguez Zapatero, com a nou president del govern espanyol, Aznar abandonà la política activa. Li va ser atorgada la Medalla d'Or del Congrés dels Estats Units d'Amèrica i va ser nomenat membre del Consell d'Estat d'Espanya.
En abril de 2004 fou nomenat president de la Fundació per a l'Anàlisi i els Estudis Socials (FAES), entitat molt propera al seu partit, i una vegada nomenat Mariano Rajoy president del Partit Popular en 2004, al XV Congrés del partit fou nomenat president d'honor d'aquest partit, fins que renuncià en 20 de desembre de 2016 per desavinences amb la línia del partit. Així mateix fou nomenat professor de la Universitat de Georgetown en aquell país, on imparteix classes sobre Europa.
El juny de 2006 es convertí en el primer conseller no anglosaxó de l'imperi de mitjans de comunicació News Corporation, propietat de Rupert Murdoch, motiu pel qual abandonà el lloc que ocupava al Consell d'Estat espanyol. El juny de 2007 es va fer públic que havia estat fitxat per un fons d'inversió britànic, Centaurus Capital, que opera des del paradís fiscal de les Illes Caiman, que el va acomiadar en 2009.
El gener de 2011 es va anunciar la seva incorporació com a assessor extern de la cúpula directiva d'Endesa enfocat a «temes llatinoamericans», amb un sou de 200.000 euros anuals. Mesos després, el setembre del mateix any, es va anunciar la seva incorporació a la multinacional minera Barrick Gold Corporation, la més gran del mon dedicada a l'or, en qualitat de membre del consell assessor. En 2013 va fitxar pel bufet DLA Piper en qualitat d'assessor internacional, que va deixar en 2018 per fitxar pel bufet Latham & Watkins i exercir la mateixa posició.

## Obres
- 1991: Libertad y solidaridad
- 1995: La España en que yo creo
- 1994: España: la segunda transición
- 2004: Ocho años de Gobierno. Una visión personal de España
- 2005: Retratos y perfiles. De Fraga a Bush
- 2007: Cartas a un joven español
- 2018: El futuro es hoy

## Premis i condecoracions
- Premi Franz Josef Strauss de la Fundació Hans Seidel. (1998)
- Doctor honoris causa per la Universitat Internacional de Florida. (1998)
- Medalla d'Or de l'Organització d'Estats Iberoamericans per a l'Educació, la Ciència i la Cultura (OEI). (25 d'octubre de 1999)
- Premi World Statesman per l'Appeal of Conscience Foundation. (octubre de 2003)
- Medalla d'Or de la Universitat de Georgetown. (gener de 2004)
- Medalla d'Or del Queen Sofía Spanish Institute. (abril de 2005)
- Premi Voces contra el Terrorismo de l'associació de víctimes "Verde Esperanza". (28 d'octubre de 2005)
- Doctor honoris causa per la Universitat del Sacro Cuore de Milà. (18 de gener de 2007)
- Doctor honoris causa per la Universitat CEU Cardenal Herrera. (20 de gener de 2009)[16]